# HD44947
HD44947 — хімічно пекулярна зоря спектрального класу A3, що має видиму зоряну величину в смузі V приблизно  8,8.
Вона  розташована на відстані близько 715,3 світлових років від Сонця.

## Пекулярний хімічний вміст
Зоряна атмосфера HD44947 має підвищений вміст 
Si
.